# Hinterland
Hinterland (pl. zaplecze) – termin oznaczający teren położony z dala od ośrodków cywilizacji. Najczęściej był usytuowany w głębi kraju, bez dostępu do morza. Z terenów tych dostarczano do obszarów zaludnionych żywność, różnego rodzaju surowce itp.
W dawnych krajach typu kolonialnego, szczególnie w Afryce, zależność taka była pod tzw. przymusem.